# Handball-Bundesliga (Frauen) 2010/11
Die Handball-Bundesliga (Frauen) 2010/11 war die 26. Spielzeit der Handball-Bundesliga der Frauen. Zwölf Mannschaften spielten in der Hauptrunde um den Einzug in die Play-offs. Die besten acht Mannschaften spielten dort um die Deutsche Meisterschaft 2011. Deutscher Meister wurde erstmals der Thüringer HC, der im Finale den Buxtehuder SV besiegte und mit dem Sieg im DHB-Pokal auch gleich das Double schaffte.

## Vereine und Spielstätten
Die Tabelle zeigt die Vereine mit dazugehöriger Heimspielstätte und deren Zuschauerkapazität.
In der Karte kann man die Lage der Vereine in Deutschland sehen.
| Verein                      | Spielstätte                  | Kapazität |
| --------------------------- | ---------------------------- | --------- |
| HC Leipzig                  | Arena Leipzig                | 7.000     |
| Frisch Auf Göppingen        | EWS Arena                    | 5.500     |
| DJK/MJC Trier               | Arena Trier                  | 4.500     |
| Bayer Leverkusen            | Smidt-Arena                  | 3.500     |
| VfL Oldenburg               | EWE ARENA                    | 2.300     |
| Frankfurter HC              | Brandenburg-Halle            | 2.500     |
| Buxtehuder SV               | Schulzentrum Nord            | 1.800     |
| SG Bietigheim-Metterzimmern | Halle am Viadukt             | 1.400     |
| Thüringer HC                | Salza-Halle                  | 1.200     |
| VfL Sindelfingen            | Sommerhofenhalle             | 1.000     |
| HSG Blomberg-Lippe          | Sporthalle an der Ulmenallee | 750       |
| SG Handball Rosengarten     | Nordheidehalle               | 750       |
| Gesamt                      | Gesamt                       | 31.700    |

## Saison

### Tabelle
|     | Verein                          | Sp | G  | U | V  | Tore      | Diff. | Punkte  |
| 1.  | Thüringer HC                    | 22 | 19 | 1 | 2  | 674 : 544 | +130  | 39 : 05 |
| 2.  | HC Leipzig (M)                  | 22 | 17 | 1 | 4  | 658 : 558 | +100  | 35 : 09 |
| 3.  | Buxtehuder SV                   | 22 | 17 | 0 | 5  | 611 : 540 | + 71  | 34 : 10 |
| 4.  | Bayer 04 Leverkusen (P)         | 22 | 16 | 0 | 6  | 656 : 604 | + 52  | 32 : 12 |
| 5.  | VfL Oldenburg                   | 22 | 13 | 2 | 7  | 683 : 602 | + 81  | 28 : 16 |
| 6.  | FHC Frankfurt/Oder              | 22 | 9  | 2 | 11 | 636 : 637 | − 01  | 20 : 24 |
| 7.  | VfL Sindelfingen                | 22 | 10 | 0 | 12 | 616 : 646 | − 30  | 20 : 24 |
| 8.  | HSG Blomberg-Lippe              | 22 | 9  | 1 | 12 | 665 : 645 | + 20  | 19 : 25 |
| 9.  | Frisch Auf Göppingen            | 22 | 6  | 3 | 13 | 608 : 632 | − 24  | 15 : 29 |
| 10. | DJK/MJC Trier                   | 22 | 5  | 0 | 17 | 560 : 642 | − 82  | 10 : 34 |
| 11. | SG Handball Rosengarten (A)     | 22 | 4  | 1 | 17 | 560 : 702 | −142  | 09 : 35 |
| 12. | SG Bietigheim-Metterzimmern (A) | 22 | 1  | 1 | 20 | 573 : 748 | −175  | 03 : 41 |

#### Legende
|       | Teilnehmer Play-offs                      |
|       | Abstieg in die 2. Handball-Bundesliga     |
| (CL)  | Champions-League-Teilnehmer               |
| (EC)  | EHF-Pokal-Teilnehmer                      |
| (CWC) | Europapokal-der-Pokalsieger-Teilnehmer    |
| (M)   | Deutscher Meister                         |
| (P)   | amtierender DHB-Pokal-Sieger              |
| (A)   | Aufsteiger aus der 2. Handball-Bundesliga |

### Kreuztabelle
Die Kreuztabelle stellt die Ergebnisse aller Spiele dieser Saison dar. Die Heimmannschaft ist in der linken Spalte, die Gastmannschaft in der oberen Zeile aufgelistet.
| 2010/11                     | HC Leipzig | Bayer 04 Leverkusen (Handball) | VfL Oldenburg | HSG Blomberg-Lippe | Buxtehuder SV |         | Frankfurter HC | Thüringer HC | DJK/MJC Trier | VfL Sindelfingen |         | SG Bietigheim-Metterzimmern |
| --------------------------- | ---------- | ------------------------------ | ------------- | ------------------ | ------------- | ------- | -------------- | ------------ | ------------- | ---------------- | ------- | --------------------------- |
| HC Leipzig                  |            | 41 : 28                        | 28 : 28       | 27 : 24            | 30 : 22       | 30 : 23 | 33 : 36        | 22 : 25      | 31 : 22       | 28 : 24          | 36 : 20 | 39 : 20                     |
| TSV Bayer 04 Leverkusen     | 26 : 27    |                                | 28 : 25       | 29 : 28            | 15 : 24       | 32 : 27 | 26 : 24        | 25 : 30      | 34 : 24       | 34 : 31          | 34 : 27 | 29 : 21                     |
| VfL Oldenburg               | 29 : 31    | 30 : 27                        |               | 33 : 27            | 31 : 22       | 34 : 28 | 33 : 22        | 30 : 30      | 38 : 24       | 32 : 25          | 41 : 28 | 34 : 25                     |
| HSG Blomberg-Lippe          | 26 : 30    | 27 : 32                        | 30 : 26       |                    | 22 : 27       | 32 : 26 | 38 : 27        | 26 : 27      | 31 : 27       | 25 : 31          | 39 : 30 | 48 : 33                     |
| Buxtehuder SV               | 30 : 23    | 25 : 23                        | 26 : 25       | 31 : 26            |               | 31 : 27 | 29 : 27        | 24 : 27      | 29 : 24       | 28 : 18          | 40 : 21 | 28 : 20                     |
| Frisch Auf Göppingen        | 28 : 30    | 27 : 29                        | 23 : 25       | 30 : 30            | 22 : 25       |         | 28 : 37        | 28 : 30      | 33 : 32       | 25 : 18          | 31 : 34 | 37 : 32                     |
| Frankfurter HC              | 23 : 29    | 28 : 35                        | 36 : 30       | 34 : 29            | 33 : 27       | 27 : 27 |                | 28 : 29      | 25 : 22       | 28 : 21          | 34 : 27 | 37 : 29                     |
| Thüringer HC                | 35 : 26    | 25 : 30                        | 22 : 17       | 35 : 33            | 33 : 23       | 25 : 23 | 35 : 29        |              | 32 : 22       | 31 : 23          | 35 : 21 | 39 : 16                     |
| DJK/MJC Trier               | 18 : 32    | 22 : 31                        | 34 : 26       | 29 : 30            | 25 : 26       | 22 : 28 | 23 : 21        | 23 : 33      |               | 25 : 26          | 27 : 34 | 29 : 21                     |
| VfL Sindelfingen            | 26 : 27    | 34 : 39                        | 34 : 39       | 28 : 24            | 23 : 29       | 27 : 29 | 32 : 30        | 31 : 27      | 31 : 29       |                  | 29 : 24 | 37 : 34                     |
| SG Handball Rosengarten     | 23 : 27    | 22 : 30                        | 28 : 39       | 28 : 36            | 19 : 29       | 25 : 25 | 26 : 21        | 22 : 37      | 24 : 25       | 26 : 32          |         | 27 : 26                     |
| SG Bietigheim-Metterzimmern | 22 : 31    | 35 : 40                        | 24 : 38       | 25 : 34            | 26 : 36       | 25 : 33 | 29 : 29        | 22 : 32      | 26 : 32       | 33 : 35          | 29 : 24 |                             |

## Play-offs Deutsche Meisterschaft
In den Play-off-Spielen zählt bei Punktgleichheit die bessere Tordifferenz. Ist auch diese gleich, entscheidet die höhere Zahl der auswärts erzielten Tore (Auswärtstorregel). Sollte auch dann noch kein Sieger feststehen, ist direkt im Anschluss an das jeweilige Play-off-Rückspiel der Sieger ohne vorherige Verlängerung durch ein Siebenmeterwerfen zu ermitteln.

### Viertelfinale
Im Viertelfinale traf der Tabellenerste auf den Tabellenachten, der Tabellenzweite auf den Tabellensiebten, der Tabellendritte auf den Tabellensechsten und der Tabellenvierte auf den Tabellenfünften.
Die ersten 4 Plätze hatten das Recht, das Rückspiel zu Hause auszutragen.
Die Hinspiele fanden am 2./3. April 2011 statt, die Rückspiele am 6./9./10. April 2011.
| Mannschaft 1       | Mannschaft 2        | Hinspiel             | Rückspiel            | Gesamt  |
| ------------------ | ------------------- | -------------------- | -------------------- | ------- |
| HSG Blomberg-Lippe | Thüringer HC        | 02.04. Sa. 16:30 Uhr | 09.04. Sa. 15:00 Uhr | 53 : 63 |
| HSG Blomberg-Lippe | Thüringer HC        | 25 : 25 (10 : 12)    | 28 : 38 (18 : 20)    | 53 : 63 |
| VfL Sindelfingen   | HC Leipzig          | 03.04. So. 16:00 Uhr | 10.04. So. 15:00 Uhr | 50 : 55 |
| VfL Sindelfingen   | HC Leipzig          | 22 : 25 (09 : 08)    | 28 : 30 (14 : 13)    | 50 : 55 |
| FHC Frankfurt/Oder | Buxtehuder SV       | 03.04. So. 16:00 Uhr | 10.04. So. 16:00 Uhr | 52 : 54 |
| FHC Frankfurt/Oder | Buxtehuder SV       | 30 : 22 (15 : 09)    | 22 : 32 (10 : 14)    | 52 : 54 |
| VfL Oldenburg      | Bayer 04 Leverkusen | 03.04. So. 16:30 Uhr | 06.04. Mi. 19:30 Uhr | 54 : 53 |
| VfL Oldenburg      | Bayer 04 Leverkusen | 27 : 29 (15 : 16)    | 27 : 24 (14 : 11)    | 54 : 53 |

### Halbfinale
Die Hinspiele fanden am 27. April 2011 statt, die Rückspiele am 30. April und am 1. Mai 2011.
| Mannschaft 1  | Mannschaft 2 | Hinspiel             | Rückspiel            | Gesamt  |
| ------------- | ------------ | -------------------- | -------------------- | ------- |
| VfL Oldenburg | Thüringer HC | 27.04. Mi. 19:30 Uhr | 30.04. Sa. 15:00 Uhr | 55 : 65 |
| VfL Oldenburg | Thüringer HC | 23 : 34 (13 : 17)    | 32 : 31 (14 : 16)    | 55 : 65 |
| Buxtehuder SV | HC Leipzig   | 27.04. Mi. 19:30 Uhr | 01.05. So. 15:00 Uhr | 43 : 40 |
| Buxtehuder SV | HC Leipzig   | 21 : 16 (08 : 05)    | 22 : 24 (09 : 14)    | 43 : 40 |

### Finale
Das Hinspiel fand am 7. Mai 2011 statt, das Rückspiel am 14. Mai 2011.
| Mannschaft 1  | Mannschaft 2 | Hinspiel             | Rückspiel            | Gesamt  |
| ------------- | ------------ | -------------------- | -------------------- | ------- |
| Buxtehuder SV | Thüringer HC | 07.05. Sa. 19:30 Uhr | 14.05. Sa. 15:10 Uhr | 57 : 57 |
| Buxtehuder SV | Thüringer HC | 29 : 34 (14 : 14)    | 28 : 23 (14 : 10)    | 57 : 57 |

## Die Meistermannschaft
| 1. | Thüringer HC |
|    | - Mannschaft: Maike März, Petra Blazek, Nadja Nadgornaja, Martina Knytlovà, Stephanie Subke, Nora Reiche, Shenia Minevskaja, Danick Snelder, Ulrike Jahn, Franziska Garcia-Almendaris, Katrin Engel, Idalina Borges Mesquita, Petra Popluhárová, Kerstin Wohlbold, Pearl van der Wissel - Trainer: Herbert Müller |